# Эскура, Жорди
Жо́рди Эску́ра А́шас (кат. Jordi Escura Aixàs; род. 19 апреля 1980, Андорра-ла-Велья) — андоррский футбольный защитник, физиотерапевт и тренер.

## Карьера

### Клубная
В течение карьеры играл в разнообразных командах разных лиг Испании: «Европа», «Андорра», «Аско», «Мольерусса», «Бенавенте» и «Балагер».
Эскура является профессором спортивных наук в университете Льейда, он также является обладателем тренерской лицензией УЕФА категории «А». Ещё до завершения карьеры футболиста, он, с 2005 по 2011 год параллельно работал тренером в «Алькаррасе». Затем физиотерапевтом клуба «Лерида» из Сегунды B и «Эспаньола». После окончания карьеры работал тренером по физподготовке в тайском клубе «Бурирам Юнайтед». Эскура занимался восстановлением игроков после травм. С 2014 года по 2015 год работал в другой тайской команде «Супханбури», а с декабря 2015 года работает в китайской команде «Циндао Хайню».

### В сборной
Играл за юношескую сборную Андорры до 19 лет. За национальную сборную Андорры провёл 66 игр.